# Johann Dilliger
Johann Dilliger (auch: Dillinger; * 30. November 1593 in Eisfeld; † 28. August 1647 in Coburg) war ein deutscher evangelischer Theologe, Komponist und Herausgeber.

## Leben
Johann Dilliger war der Sohn des Hufschmieds Hans Dilliger und wuchs in bescheidenen Verhältnissen auf. Zunächst besuchte er die Lateinschule seines Heimatortes. Im Anschluss begab er sich in die Gymnasien in Naumburg und ab 1611 nach Magdeburg, wo er bei Michael Praetorius lernte, wie aus Dilligers Eintragung sein Stammbuch aus dem Jahr 1616 hervorgeht. Nachdem er sich als Chorsänger Achtung erworben hatte, wurde Dilliger 1617 Kantor in der Magdeburger Altstadt und 1619 auch Leiter der Figuralmusik im Magdeburger Dom.
Am 27. Februar 1618 immatrikulierte er sich an der Universität Wittenberg, wurde Kantor an der Schlosskirche Wittenberg und am 21. September 1624 erwarb er sich den akademischen Grad eines Magisters. 1625 ging er als Kantor an das Casimirianum Coburg, wurde 1633 Pfarrer in Gellershausen und kehrte 1634 nach Coburg zurück, wo er Vikar an der Moritzkirche und Pfarrer in der Kreuzkirche (St. Crucis) wurde.
Dilliger war zu seiner Zeit ein geachteter Erbauungsschriftsteller und Komponist. Im Dreißigjährigen Krieg versuchte er damit neuen Mut zu vermitteln. Schließlich erlebte er auch, dass die Hungersnöte und Seuchen fast seine gesamte Familie dahinrafften.